# Groepen van Internationale Communisten
Groepen van Internationale Communisten (Gruppe Internationaler Kommunisten – GIK) war eine rätekommunistische Gruppierung der 1920er, 1930er und 1940er Jahre in den Niederlanden. Ihre Positionen sollten prägend werden für die Theorie des Rätekommunismus.

## Geschichte
Die Gruppe Internationale Kommunisten (Holland) wurde im September 1927 von Piet Coerman, Henk Canne Meijer und Theo Maassen gegründet. Die zu ihren Hochzeiten etwa 50 Mitglieder umfassende Gruppierung rekrutierte sich in erster Linie aus ehemaligen Mitgliedern der Kommunistischen Arbeiterpartei der Niederlande (Kommunistische Arbeider Partij in Nederland, KAPN), die der deutlich größeren und einflussreicheren Kommunistische Arbeiterpartei Deutschlands (KAPD) nahestand. Die GIK vertrat, im Gegensatz zur KAPD, ein strikt föderales Organisationsprinzip. Nach der Ursprungsgruppe in Amsterdam gründeten sich noch weitere lokale Gruppierungen in Den Haag, Leiden, Groningen und Enschede, die alle als autonome Zusammenhänge agierten. Auch nach Belgien gab es enge Kontakte, wo sich aus einigen lokalen Gruppen der Bund der internationalen Kommunisten Belgiens (Bond der Internationaal-Kommunisten van België, BIK) gründete. Neben diesen lokalen Gruppen gab es innerhalb der GIK selbstständig agierende Arbeitsgruppen zu den Themen internationale Kontakte, Presse, Vorbereitung von Diskussionen, Intervention nach außen und Esperanto. Diese Organisationsform war ein deutlicher Bruch mit der Tradition der linkskommunistischen Parteien, wie sie von der KAPD und der KAPN, vertreten wurde und erinnerte eher an anarchistische und syndikalistische Gruppierungen. Die GIK begründete diese Ablehnung der Parteiform mit der von ihr entworfenen Theorie der „neuen Arbeiterbewegung“, die sich explizit gegen alle (Organisations-)Formen der „alten Arbeiterbewegung“ richtete. Zentraler Bezugspunkt war der Text „Das Werden einer neuen Arbeiterbewegung“ von Henk Canne Meijer, einem führenden Mitglied der GIK. Dieser Aufsatz wurde in der „Internationalen Rätekorrespondenz“ der Gruppe Nr. 8/9 im Jahr 1935 veröffentlicht und fand „eine weite Verbreitung unter den Linkskommunisten“. Auch Anton Pannekoek, der als eine Art Mentor der Gruppe agierte, ohne jemals ihr Mitglied gewesen zu sein, bezog sich auf diesen Text und dessen Konsequenzen.
Die Frage der Praxis war innerhalb der GIK umstritten. Da man sich die Revolution als kollektive Tat der übergroßen Mehrheit der Arbeiterklasse vorstellte, lehnte die GIK jegliche Avantgardepolitik ab. Ihre Aufgabe sah sie einzig darin, das Bewusstsein der Klasse durch Aufklärung zu fördern. Folgerichtig schrieb Gottfried Mergner dazu: „Die GIC blieb ein Freundeskreis zur Erarbeitung der Theorie des Rätekommunismus.“ Zur Verbreitung dieser Theorie veröffentlichte die GIK im Zeitraum ihres Bestehens zahlreiche Schriften. Dazu gehörte etwa seit 1928 die Zeitschrift Persmateriaal van den Groepen van Internationalen Communisten (Pressematerial der Gruppe Internationale Kommunisten, PIK). Von 1934 bis 1937 erschien die Internationale Rätekorrespondenz als theoretisches Diskussionsorgan des internationalen rätekommunistischen Milieus, die 1938 von der Zeitschrift Radencommunisme (Rätekommunismus) abgelöst wurde. Bereits seit 1936 gab die GIK ein Agitationsblatt namens Proletenstemmen (Proletenstimme) heraus, das wöchentlich an den Stempellokalen, wo sich die Arbeitslosen ihre finanzielle Unterstützung abholen mussten, verteilt wurde.
Die wirkmächtigsten Schriften der Gruppe waren die 1930 erschienenen Grundprinzipien kommunistischer Produktion und Verteilung, in denen die GIK die Grundzüge einer nicht-staatlich organisierten nachrevolutionären Ökonomie entwarfen und die 1934 veröffentlichten Thesen über den Bolschewismus, die eine scharfe Kritik am Staatssozialismus der UdSSR enthielten.
Über das Ende der GIK ist wenig bekannt. Es fiel zusammen mit der deutschen Besetzung der Niederlande ab 1940, mit der jede oppositionelle politische Arbeit unterdrückt wurde. 1945 traten eine ganze Reihe ehemaliger Mitglieder der GIK in den Kommunistenbund Spartakus (Communistenbond Spartacus) ein. Dieser bestand bis zu seiner Auflösung 1980. Allerdings kam es 1964 zum Bruch und die ehemaligen GIK-Mitglieder und ihre Anhänger wurden aus dem Communistenbond ausgeschlossen. Das Gründungsmitglied der GIK Theo Maassen und der Pannekoek-Biograf Cajo Brendel gründeten daraufhin die Zeitschrift Daad en Gedachte (Handeln und Denken), die bis 1997 erschien.

## Bedeutende Mitglieder und Sympathisanten der Gruppe
- Jan Appel (1890–1985)
- Cajo Brendel (1915–2007)
- Henk Canne-Meijer
- Anton Pannekoek (1873–1960)

## Schriften (Auswahl)
- Gottfried Mergner (Hg.): Gruppe Internationaler Kommunisten Hollands, Reinbek bei Hamburg 1971.
- Gruppe Internationaler Kommunisten (Holland): Grundprinzipien kommunistischer Produktion und Verteilung, hrsg. v. Hermann Lueer, Hamburg 2020.
- Gruppe Internationaler Kommunisten (Holland): Internationale Rätekorrespondenz 1934–1937, transkribiert und herausgegeben von Hans-Peter Jacobitz und Thomas Königshofen, o. A. 2020.
- Gruppe Internationaler Kommunisten (Holland): Pressedienst der Internationalen Kommunisten (Holland) 1928–1933, transkribiert und herausgegeben von Hans-Peter Jacobitz und Thomas Königshofen, Syndikat A – anarchosyndikalistischer Medienvertrieb, Moers 2021.
- Gruppe Internationaler Kommunisten (Holland): Marxistische Zeitschrift für selbstständige Klassenbewegung,  transkribiert und herausgegeben von Hans-Peter Jacobitz und Thomas Königshofen, Red & Black Books 2022, ISBN 978-3-9823797-9-1.
- Gruppe Internationaler Kommunisten: Jeder nach seinen Fähigkeiten, jedem nach seinen Bedürfnissen!, hrsg. v. Hermann Lueer, Red & Black Books 2022, ISBN 978-3-9823797-5-3.